# リル・スクラッピー
リル・スクラッピー（Lil Scrappy、本名: ダリル・リチャードソン、1984年1月19日 - ）とは、アメリカ合衆国ジョージア州アトランタ出身のラッパーである。音楽ジャンルはクランクに分類される事が多い。
2006年にアルバム『Bred 2 Die Born 2 Live』でデビューを飾り、全米ビルボード200にて初登場24位を記録した。また、このアルバムからのシングル「Money in the Bank (Remix)」は全米最高28位まで上昇し、ゴールドディスクを獲得している。

## ディスコグラフィー
- Bred 2 Die · Born 2 Live (2006年)
- Prince of the South (2008年)
- Prince of the South 2 (2010年)
- Tha Gru$tle (2012年)
- Confident (2018年)